# Botafogo Futebol Clube (Ribeirão Preto)
El Botafogo Futebol Clube es un tradicional club de fútbol brasileño, de la ciudad de Ribeirão Preto, estado de São Paulo. Fue fundado el 12 de octubre de 1918 y compite en Campeonato Brasileño de Serie B y en el Campeonato Paulista.

## Estadio

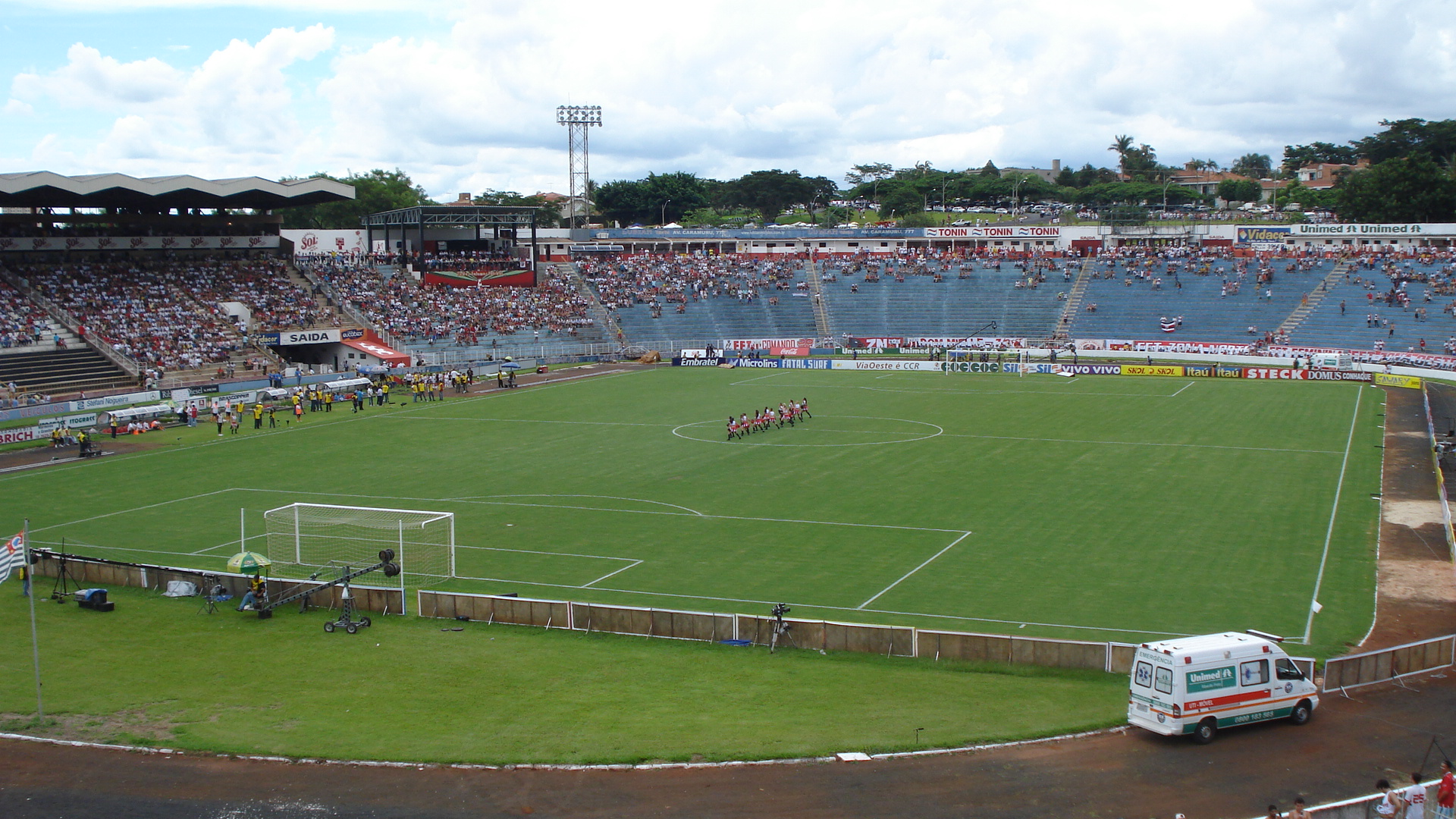
El Estadio Santa Cruz, propiedad del Botafogo de Ribeirão Preto, uno de los estadios más grandes de Brasil.

## Datos del club
- Temporadas en 1.ª: 6 (1976-1978, 1999-2001)
- Temporadas en 2.ª: 16 (1980-1983, 1987-1992, 1997-1998, 2002, 2019-2020, 2023-presente)
- Temporadas en 3.ª: 8 (1995-1996, 2003, 2016-2018, 2021-2022)
- Copa de Brasil: 3 (1999-2000, 2002)
- Campeonato Paulista-Serie A: 57
- Copa Paulista: 9
- Torneo Laudo Natel: 3

## Palmarés

### Títulos
- Torneo Inicio: 1957[8]
- Campeonato Paulista del Interior: 2010[9]
  - Ganador de la Primera Fase del Campeonato Paulista 1960, 1977
  - Subcampeón: 2022
- Campeonato Paulista Serie A1: -
  - Subcampeón: 2001
- Campeonato Paulista Serie A2: 1927, 1956[10]
- Campeonato Paulista Serie A3: 2006
- Campeonato Paulista Junior: 1981, 1984, 1988, 1994

### Campeonato Brasileño
- Campeonato Brasilero Serie B: -
  - Subcampeón: 1998
- Campeonato Brasilero Serie C: -
  - Subcampeón: 1996
- Campeonato Brasilero Serie D: 2015

### Torneos amistosos
- Torneo Internacional Amistoso: 1962, 1969, 1972, 1984
- Copa Sol, Fútbol y Turismo: 1971 (Se enfrenta con: Central Norte, Juventud Antoniana, Boca Juniors, y Atlético Tucumán)[11]
- Copa Damián Castillo Durán: 1982
- Torneo Carmencita Granados: 1984
- Torneo Pentagonal: 1986

## Jugadores

### Plantilla 2025

#### Altas y bajas 2024/2025 (verano)
| Altas           | Altas     | Altas        | Altas          | Altas |
| Jugador         | Posición  | Procedencia  | Tipo           | Costo |
| --------------- | --------- | ------------ | -------------- | ----- |
| Matheus Régis   | Delantero | São Bernardo | Préstamo.      | --    |
| Jefferson Nem   | Delantero | Velo Clube   | Transferencia. | --    |
| Alejo Dramasino | Volante   | Atlanta      | Préstamo.      | --    |

| Bajas       | Bajas    | Bajas       | Bajas            | Bajas |
| Jugador     | Posición | Procedencia | Tipo             | Costo |
| ----------- | -------- | ----------- | ---------------- | ----- |
| Pedro Costa | Defensa  | Tombense    | Fin de préstamo. | --    |
| Raphael     | Defensa  | Confiança   | Fin de préstamo. | --    |

1. ↑  Con opción de compra.[22]

## Entrenadores
- Artur Neto (octubre de 2008–febrero de 2009)[37][38]
- Roberto Fonseca (febrero de 2009–abril de 2009)[38][39][40]
- Roberto Cavalo (febrero de 2019–agosto de 2019)[41][42][43]
- Hemerson Maria (agosto de 2019–noviembre de 2019)[44][45]
- Moacir Júnior (novembro de 2020–enero de 2021)[46][47]
- Alexandre Gallo (enero de 2021–abril de 2021)[48][49]
- Argel Fuchs (abril de 2021–septiembre de 2021)[50][51]
- Samuel Dias (interino- septiembre de 2021–2021)[51]
- Leandro Zago (noviembre de 2021–mayo de 2022)[52][53]
- Paulo Baier (mayo de 2022–febrero de 2023)[54]
- José Leão (interino- febrero de 2023)[55]
- Adílson Batista (febrero de 2023–junio de 2023)[56][57]
- José Leão (interino- junio de 2023)[58]
- Marcelo Chamusca (junio de 2023–noviembre de 2023)[59]
- José Leão (noviembre de 2023)[60]
- Paulo Gomes (noviembre de 2023–septiembre de 2024)[61][62]
- Ivan Izzo (interino- septiembre de 2024)[62][63]
- Márcio Zanardi (septiembre de 2024–mayo de 2025)[64][65]
- Allan Aal (mayo de 2025–presente)[4]